# Rita Ruoff-Breuer
Rita Ruoff-Breuer ist eine deutsche Architektin und Baubeamtin. Von 2010 bis 2014 hatte sie das Amt der Präsidentin des Bundesamtes für Bauwesen und Raumordnung (BBR) inne.
Ruoff-Breuer studierte an der Technischen Universität Berlin Architektur. Nach zweijähriger Mitarbeit in freien Architekturbüros absolvierte sie das Baureferendariat bei der Bundesbaudirektion, der Vorläuferorganisation des BBR.
Als Projekt- und Sachgebietsleiterin beim Bauamt Süd der Sondervermögens- und Bauverwaltung der Oberfinanzdirektion Berlin war sie für die Bauten der US-amerikanischen Alliierten in Berlin zuständig. Nach der Wiedervereinigung übernahm sie die Amtsleitung zweier Bundesbauämter.